# Eiktyrner

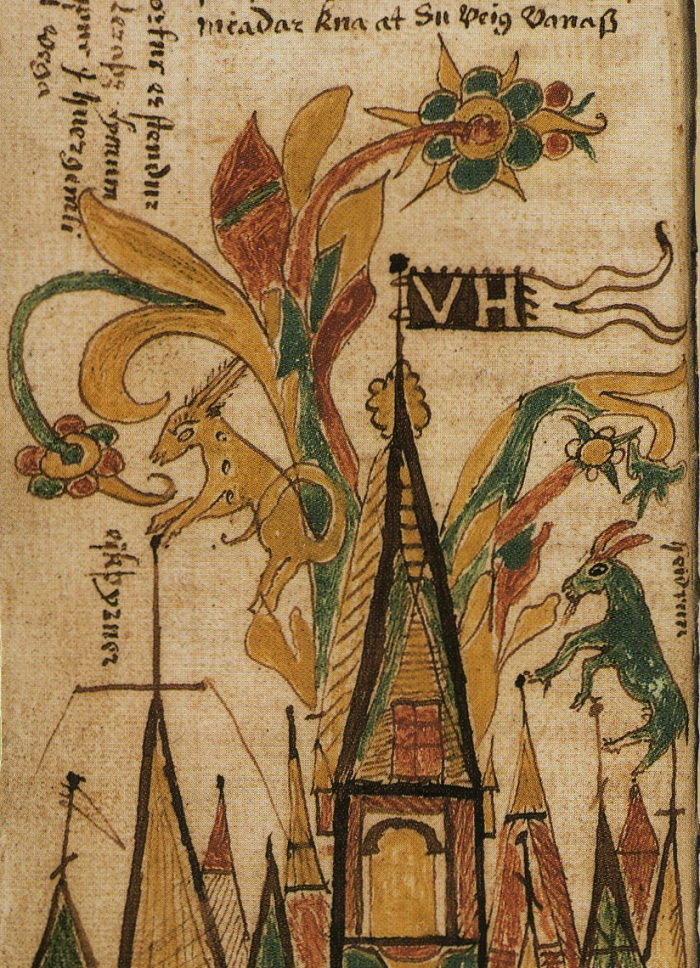
Eiktyrner och Heidrun på Valhalls tak. Ur en isländsk 1600-talshandskrift.

Eiktyrner (norröna: Eikþyrnir, svenska: ektörne) är i nordisk mytologi en hjort som står på Valhalls tak och livnär sig av grönskan på världsträdet Yggdrasils grenar. Från hjortens horn droppar så mycket vatten att det flyter ner i Hvergelmir och fyller alla floder. Hjorten är jämte geten Heidrun representant för jordens fyrfotadjur. Namnet Eikþyrnir är svårtolkat. Eik betyder "ek" och þyrnir är "törne"; "hagtorn". Finnur Jónsson föreslår att namnet kanske syftar på hjortens grenade horn. Rudolf Simek ger ungefär samma tolkning: Hjorten med "den ekliknande hornkronan".

## Källskrifterna

### Grímnismál
Eiktyrner omtalas i Grímnismál 26 i Poetiska Eddan:
| På hallen står en hjort, han heter Eiktyrne, han gnager på Lärads grenar; det dryper av hans horn i Hvergelmes brunn, där ha alla älvar sitt upphov. | Eikþyrnir heitir hjörtr, er stendr höllu á ok bítr af Læraðs limum; en af hans hornum drýpr í Hvergelmi, þaðan eigu vötn öll vega. |  |

Därefter följer två långa strofer med mytiska flodnamn.

### Snorres Edda
Berättelsen om Eiktyrner upprepas av Snorre Sturlasson, men nu på prosa, i Gylfaginning, kapitel 39. Först berättar han om geten Heidrun som står på Valhalls tak och betar, därefter kommer turen till den betande hjorten:
| "Än märkvärdigare är hjorten Eiktyrner, som står på Valhall och betar av samma träds grenar. Från hans horn flyter en så strid ström, att den rinner ända ner i Hvergelmir; och därifrån utströmmar de floder, som heter Sid, Vid, Sekin, Ekin, Svöl, Gunntro, Fjörm, Fimbultul, Gipul, Göpul, Gömul och Geirvimul. De flyter alla genom Asarnas bygder. Dessa är också nämnda: Tyn, Vin, Töll, Höll, Gråd, Gunntråen, Nyt, Nöt, Nönn, Hrönn, Vina, Vegsvinn, Tjodnuma." | "Enn er meira mark at of hjörtinn Eikþyrni, er stendr á Valhöll ok bítr af limum þess trés, en af hornum hans verðr svá mikill dropi, at niðr kemr í Hvergelmi, ok þaðan af falla þær ár, er svá heita: Síð, Víð, Sækin, Ekin, Svöl, Gunnþró, Fjörm, Fimbulþul, Gípul, Göpul, Gömul, Geirvimul. Þessar falla um ása byggðir. Þessar eru enn nefndar: Þyn, Vín, Þöll, Höll, Gráð, Gunnþráin, Nyt, Nöt, Nönn, Hrönn, Vína, Vegsvinn, Þjóðnuma." |  |

De älvar, som Snorre nämner, är i stort sett identiska med dem som står i Grímnismál 27–28. Floderna i strof 27 rinner genom asarnas värld, medan de i strof 28 genomflyter Midgård. Att Snorre till och med räknar upp vattendragen i samma ordning som de står i dessa strofer visar att det är Grímnismál som har varit Snorres källa. Snorre har dock uteslutit flera floder, i synnerhet av dem som rinner genom Midgård.
Eikþyrnir är också nämnd bland hjortnamnen i tulorna.